# Machimus pastshenkoae
Machimus pastshenkoae là một loài ruồi trong họ Asilidae. Machimus pastshenkoae được Lehr miêu tả năm 1976.